# Žďár nad Sázavou 6
Žďár nad Sázavou 6, zvaná Nádraží, je část města Žďár nad Sázavou.
Drtivá většina obytných ploch se nachází v panelových domech postavených v letech 1969-1975 a v letech 1994-1996. Na území této části se nachází autobusové a vlakové nádraží, budova okresního soudu a úřadu práce a budova správy CHKO Žďárské vrchy. Výhodu této části je snadná dopravní obslužnost, vysoká vybavenost službami, slabinou jsou velice přetížená parkoviště a hluk z vlakové dopravy.